# 유자 영
유자 영(孺子 嬰, 5년 ~ 25년, 재위 : 6년 ~ 8년 11월)은 전한의 마지막 황태자이다. 황제로 즉위한 적은 없지만, 일반적으로 전한의 마지막 황제로 인식된다.

## 생애

### 유자(孺子)
안한공(安漢公) 왕망이 평제를 독살한 후, 왕망은 원제의 후손이 더 이상 없었고, 다른 제후왕들이 장성했는데 만약 그들이 황제가 된다면 자신이 실각할 것을 두려워하였다. 그리하여 태어난지 1년 밖에 안된 광척후 유현의 아들인 유영을 6년 3월 기축일(1일)에 황태자로 세운 뒤, 옛날 주나라 때 주공이 어린 성왕을 보필한 것을 본받아 유자(孺子)라 호칭했다. 그런 뒤 반대를 무릅쓰고 스스로를 ‘가황제(假皇帝)’로 호칭하고, 다른 사람들로 하여금 자신을 ‘섭황제(攝皇帝)’로 호칭하게 하여 마침내 임시 제위에 올랐다. 그러나 유자는 어리다는 이유로 황제로 세우진 않았다.
마침내 왕망이 8년 11월에 전한을 멸하고 신나라를 세웠다.

### 정안공(定安公)
왕망이 한나라의 국호를 제거하는 의식을 치른 뒤, 안신공(安新公) 왕순(王舜) 등의 주청을 받아들여 정식으로 황제의 자리에 올랐다. 이때 왕망이 어린 유자의 손을 잡고 말하길, "나는 천명을 받아 이를 따라야 하므로 어찌할 수 없도다!" 라고 하였다.
마침내 왕망이 책명(策命)을 내려서 장안성의 동북 쪽에 위치한 명광궁(明光宮)을 정안관(定安館)으로 고치고, 유자를 그 곳에서 살게 하고, 정안국(定安國)에 1만 호(戶)로 책봉하고, 땅은 사방 100리(里)로 하며, 정안공(定安公)으로 삼았다. 또한 정안국에 전한(前漢)의 조종(祖宗)의 사당을 세우게 하였고, 제사 지낼 때엔 주(周)나라의 후손들과 더불어 나란히 그 정삭과 복장을 사용하게 하였다. 마지막으로 효평황후(孝平皇后)를 정안태후(定安公太后)로 하였는데, 이후에 다시 황황실주(黃皇室主)로 고쳤다.
그러나 왕망은 정안공과 정안태후를 정안관(定安館)에서만 있게 하고 봉국인 정안국엔 보내지 않았다. 그리고 대홍려부(大鴻臚府)에 정안공이 거처하게 하였으며, 또한 모두 문위사자(門衛使者)를 두어서 감시하고 관장하게 하였다. 아유모(阿乳母, 阿는 애칭이므로 유모를 말함)에게 정안공과 더불어 말할 수 없게 하고, 항상 사방이 벽인 방에 있게 하여서 자라서도 여섯 동물(소, 말, 양, 개, 돼지, 닭)의 이름도 모를 정도로 바보로 만들게 하였다. 그래도 믿을 수 없어서 그 이후엔 왕망의 손녀이며 왕우(王宇)의 딸로 처를 삼게 하였다.

### 최후
지황(地皇) 4년(23년)에 왕망이 패망하였으나, 정안공은 그때까지도 봉국인 정안국에 가지 못한채 장안에 머물러 있었다.
경시 3년(25년) 봄, 정월에 방계인 경시제(更始帝)보다 직계인 정안공을 선호하였던 사람들인 방망(方望)과 안릉(安陵, 섬서성 咸陽縣의 동쪽) 사람 궁림(弓林)이 함께 정안공을 황제로 옹립하고 무리 수천 명을 모아 임경(臨涇, 감숙성 鎭元縣)에 머무르자, 경시제가 현한(玄漢)의 승상 이송(李松), 토난장군 소무(蘇茂) 등에, 별도로 태상장군·정도왕 유지로 하여금 이를 격파하게 하였고, 정안공을 비롯하여 그와 관련된 모든 사람의 목을 베었다.

## 연호
| 유자        | 원년            | 2년        | 3년                 |
| ----------- | --------------- | ---------- | ------------------- |
| 서력 (西曆) | 6년             | 7년        | 8년                 |
| 간지 (干支) | 병인(丙寅)      | 정묘(丁卯) | 무진(戊辰)          |
| 연호 (年號) | 거섭(居攝) 원년 | 2년        | 3년 초시(初始) 원년 |

| 전임 평제 유간 | 제15대 전한 황제 6년 ~ 8년 | 후임 광무제 유수 |

1. ↑  청주(靑州) 평원군(平原郡)의 군치(郡治) 평원현(平原縣)과 속현인 안덕현(安惪縣), 탑음현(漯陰縣), 격현(鬲縣), 중구현(重丘縣)으로 구성된 공국(公國)